# Oingo Boingo
Oingo Boingo fue una banda de new wave estadounidense formada por el compositor Danny Elfman en 1979. Oingo Boingo surgió de una compañía teatral de arte surrealista, The Mystic Knights of the Oingo Boingo, fundada en 1972 y dirigida por el hermano de Danny Elfman, Richard Elfman.
La banda era conocida por la energía de sus conciertos en vivo y por su música experimental, que puede describirse como una mezcla de rock, ska, pop y world music. Esta mezcla ecléctica de estilos eventualmente influiría en bandas tan variadas como Fishbone, Nirvana y Mr. Bungle. El trabajo de la banda abarcó 17 años, con varios cambios de género musical y alineación. Sus éxitos más conocidos incluyen "Only a Lad", "Little Girls", "Dead Man's Party" , Weird Science" y Not my Slave.
Como banda de rock, Oingo Boingo comenzó como un octeto de new wave influenciado por el ska y el punk, que alcanzó una gran popularidad en el sur de California.
A mediados de la década de 1980, la banda sufrió varios cambios de formación y adoptó un estilo más pop, hasta que se produjo un cambio significativo de género al rock alternativo en 1994. En ese momento, el nombre se acortó simplemente a Boingo y se eliminaron los teclados y la sección de viento. La banda se separó después de un concierto de despedida en Halloween de 1995, por lo que volvió al nombre de Oingo Boingo y volvió la sección de vientos.

## Historia

### Primeros años (1972-1978)
The Mystic Knights of Oingo Boingo era una compañía de teatro musical formada a finales de 1972 por Richard Elfman, a la manera de Spike Jones y Frank Zappa, que realizaba un repertorio ecléctico que iba desde Cab Calloway hasta los instrumentales al estilo del gamelán balinés y la música rusa de ballet.
El nombre fue inspirado por una sociedad secreta de ficción de la serie de televisión Andy Amos llamada The Mystic Knights of Sea.
La mayoría de los miembros utilizaban maquillaje de payaso, además de realizar un típico espectáculo de contenido musical que iba desde la década de 1890 a 1950, además de material original. Esta versión de la banda empleó hasta 15 músicos en un momento dado, tocando más de 30 instrumentos, incluyendo algunos instrumentos construidos por miembros de la banda. Si bien esta encarnación dirigida por Richard Elfman del grupo se presentó en vivo, no emitió ninguna grabación.
Como el interés de Richard Elfman cambió al cine, paso el liderazgo de la banda a su hermano Danny Elfman, que había regresado recientemente de pasar un tiempo en África tocando el violín y estudiando sobre los instrumentos de percusión de la zona. Aparecieron como concursantes en The Gong Show en 1976, ganando el episodio con una puntuación de 24 puntos sobre un máximo de 30.
La presentación de The Gong Show incluyó un acordeón, un dragón púrpura y un hombre-cohete propulsado con gaseosas. Más tarde, en 1976, The Mystic Knights of Oingo Boingo dio a conocer un estilo doo-wop único y novedoso sobre la heredera secuestrada Patty Hearst titulado "You Got Your Baby Back". Tanto la pista como su lado B "Ballad of the Caveman" fueron escritas y cantadas por Danny Elfman.
La banda apareció como extras en secuencias alucinatorias en la película de 1977 I Never Promised You a Rose Garden. Cuando el grupo comenzó a alejarse de su estilo de cabaret hacia un formato más pop/rock, Richard Elfman hizo una película basada en el funcionamiento de la banda en esta etapa, Forbidden Zone, que fue lanzada en 1980. Fue filmada en blanco y negro con un reparto compuesto principalmente por los miembros de la banda y algunos amigos. En una escena, Danny, como Satanás, canta una versión de "Minnie the Moocher", con una letra modificada integrada con la trama de la película.
En otra escena, Richard canta la canción "The Yiddishe Charleston". La película alcanzó el estado de culto y proporcionó un trampolín para las carreras en el cine y musicales de Richard y Danny.

### Años en I.R.S Records (1979-1984)
Se dieron varias razones para la transformación de la banda del grupo de teatro musical de la banda de rock. Entre estos se incluyen la reducción de costes, la exploración de nuevas direcciones musicales tales como el interés de Danny en el ska y el deseo de tocar música que no necesitaba teatro. Mientras que la compañía se fue transformando en una banda de rock, hubo cierta confusión sobre qué nombre utilizaría la banda. Para algunos conciertos, la banda usó el nombre abreviado The Mystic Knights (y en el corto de animación "Face Like a Frog" de Sally Cruikshank, además de la canción de la banda "Don't Go in the Basement" que se acredita con ese nombre.) Más tarde, el nombre completo se acortó en la otra dirección a Oingo Boingo en 1979, y la canción de la banda "I'm Afraid" apareció en la compilación de Rhino Records L.A. In.
Ese mismo año, la banda publicó un EP promocional muy limitado (tan solo se hicieron 130 de ellos) llamado Demo EP destinado a su distribución en las estaciones de radio y de representantes de la industria de grabación de A&R en un intento de ayudar a conseguir un contrato de grabación con un sello importante. El esfuerzo dio sus frutos ya que el Demo EP llamó la atención de I.R.S. Records, así que una versión ligeramente modificada del EP fue reeditado por el sello en 1980 como primer lanzamiento público oficial de la banda, un EP conocido como Oingo Boingo. La banda se había convertido en un octeto: Danny Elfman en la voz principal; Steve Bartek en las guitarras; Richard Gibbs en los teclados; Kerry Hatch en el bajo; Johnny "Vatos" Hernández en la batería y Leon Schneiderman, Sam "Sluggo" Phipps y Dale Turner en los instrumentos de viento. El éxito temprano para el grupo llegó en 1980 con la canción "Only a Lad" del EP del mismo nombre. La canción salió al aire con frecuencia en radios como KROQ-FM de Los Ángeles y complemento un nuevo formato de New Wave, para entonces inusual en la estación. A pesar de que su sonido se clasificó como new wave y se lo comparó con Devo, Oingo Boingo desafió esa clasificación fácilmente. Su uso de la percusión exótica, una sección de viento de tres piezas, las escalas no convencionales y la armonía y la imaginería surrealista fueron haciendo una combinación inusual.
Tras el éxito regional de "Only a Lad", el grupo lanzó su primer álbum, también titulado Only a Lad (con una nueva grabación de la canción), en 1981. Oingo Boingo también apareció en la película de 1981 Longshot, con la realización de su canción inédita "I've Got to Be Entertained" y en la película Urgh! A Music War también de 1981. La banda, grabando para A&M Records, lanzó álbumes en 1982 (Nothing to Fear) y 1983 (Good For Your Soul) que fueron comparados con Devo y más tarde, Wall of Voodoo. En este punto, el nuevo gerente Mike Gormley, que acababa de salir de la posición de VP de Publicidad y Asistencia y había pasado al de Presidente de A&M, negociando un comunicado del paso de la banda a MCA Records. El primer lanzamiento fue oficialmente un disco en solitario de Danny Elfman en 1984 (titulado So-Lo); en realidad fue un disco del grupo publicado bajo el nombre de Elfman. Posteriormente, la banda seguiría grabando bajo su propio nombre para MCA.

### Años en MCA Records (1985-1990)
Con el paso a la MCA, la banda hizo dos cambios en su personal: Mike Bacich se hizo cargo de los teclados de Richard Gibbs, y John Ávila reemplazo en el bajo a Kerry Hatch. Luego, la banda apareció en una serie de bandas sonoras en la primera mitad de la década de 1980, como en la de Fast Times at Ridgemont High, que cuenta con "Goodbye, Goodbye". Su canción más conocida, "Weird Science", fue escrita para la película de John Hughes del mismo nombre, y más tarde fue incluida en su álbum de 1985 Dead Man's Party. Más tarde, la banda hizo un cameo tocando su hit "Dead Man's Party" en el escenario en la película Back to School. Además, aparecieron e interpretaron varias canciones en la peculiar película de Tom Hanks Bachellor Party de 1984, incluyendo "Who Do You Want to Be?", "Bachelor Party" y "Something Isn't Right". Luego, iniciando 1985 con La Gran Aventura de Pee-wee, Danny Elfman comenzó filmando grandes películas con frecuencia cada vez mayor, incluyendo casi todas las películas de Tim Burton. Su siguiente álbum, BOI-NGO no tuvo un recibimiento esperado, incluso influyendo en su expulsión del sello tiempo después. Después de este álbum, Bacich fue sustituido por el nuevo tecladista Carl Graves. El siguiente álbum, Boingo Alive se grabó en directo en un estudio de sonido, sin audiencia en el estudio; que consistía en una selección de canciones de álbumes anteriores, más dos nuevas composiciones. La canción "Winning Side" publicada en este álbum se convirtió en un éxito, llegando al puesto n.º 14 en estaciones de radio de Estados Unidos de Modern Rock.
En 1990, publicaron Dark At The End Of The Tunnel, su siguiente álbum de estudio.

### Años finales (1991-1995)
Después de ser expulsados de MCA, la banda exploró una nueva dirección musical y reorganizó su alineación. Graves fue expulsado (después de grabar "Lost Like This"), y añadieron a Warren Fitzgerald en la guitarra, Marc Mann en los teclados y Doug Lacy en el acordeón. En 1994, la banda lanzó un álbum, titulado Boingo, en Giant Records. El álbum estuvo más orientado a la guitarra utilizando los teclados y los instrumentos de viento de los cinco miembros restantes con moderación. Aunque la banda fue oficialmente un conjunto de diez músicos, sólo cinco miembros (Elfman, Bartek, Avila, Hernández y Fitzgerald) fueron fotografiados para las notas del álbum.
Actuaciones en directo durante este período excluyeron por completo la sección de vientos. El quinteto fue a menudo respaldado por una orquesta, dirigida por Bartek, que contó con un chelo tocado por Fred Seykora. Algunos han especulado que el cambio de la instrumentación se refleja en el cambio de nombre de la banda por el de "Boingo".Sin embargo, Danny Elfman insiste en que el cambio de nombre era prácticamente una "clase de cambio". Con la restauración de la sección de vientos y con el nombre de la banda de nuevo a "Oingo Boingo", la banda se embarcó en una breve gira de despedida en 1995, que culminó con una actuación de Halloween en el Universal Amphitheatre. El concierto fue publicado en CD y DVD como Farewell: Live from the Universal Amphitheatre, Halloween 1995.

### Legado
Después de la disolución de la banda, el vocalista Danny Elfman se convirtió en un escritor de bandas sonoras de películas, luego de haber compuesto varias a través de la década de 1980 y principios de 1990, mientras que la banda estaba activa. Ha sido nominado a cuatro premios de la Academia. Su primer gran puntaje de imágenes en movimiento fue de Pee -wee gran aventura en 1985, y que continúa siendo muy solicitado en la industria del cine, especialmente en colaboración con el director Tim Burton. Elfman emplea casi exclusivamente Oingo Boingo guitarrista Steve Bartek como orquestador. Sus bandas sonoras de películas han incluido Pee- wee de gran aventura, Batman, Eduardo Manostijeras, Good Will Hunting, Hombres de Negro, Spider-Man, Big Fish, Pesadilla antes de Navidad y decenas más. Elfman también escribió los temas por más de una docena de series de televisión, incluyendo The Simpsons, Batman: La serie animada, Historias de la cripta y amas de casa desesperadas.
Juan Ávila y Johnny "Vatos" Hernández había dos miembros del trío de Alimentos para los pies. También formaron la sección rítmica de Tito & Tarantula, una banda de Los Ángeles liderada por Tito Larriva de La Plugz y los Cruzados. Ávila y Hernández también se unieron a Larriva y el guitarrista Stevie Hufstetter en un proyecto de banda de una sola vez llamado psicótico aztecas. Los aztecas lanzado un álbum en la etiqueta Grita llamada Santa sangre. Doug Lacy (Boingo viven tecladista y percusionista) el bajista John reclutado Ávila, el guitarrista Steve Bartek, el batería Johnny "Vatos" Hernández, y el saxofonista Sam Phipps (junto a otros músicos) para el grupo llamado Doug & The Mystics. Grabaron un álbum, nuevo sombrero, que incluía un cover de la canción Oingo Boingo "tratar de creer", canciones originales y versiones de canciones de Frank Zappa y otros artistas. Doug había lanzado un álbum en solitario con anterioridad.
En la serie popular manga JoJo's Bizarre Adventure escrito por Hirohiko Araki, dos hermanos están armados con el nombre Oingo Boingo y (después de la banda) aparecen como antagonistas de menor importancia en la parte 3, Stardust Crusaders. Durante la temporada de Halloween de 2005, Johnny "Vatos" Hernández armó un espectáculo homenaje Oingo Boingo, unidos por antiguos miembros Oingo Boingo Steve Bartek, John Avila, y Sam "Sluggo" Phipps, en la arboleda de Anaheim. Hablar en lugar del Elfman fue Brendan McCreary. En 2003, Richard Gibbs anotó la miniserie Battlestar Galactica con el compositor Bear McCreary. En 2005, John Avila, Johnny "Vatos" Hernández y Steve Bartek comenzaron a contribuir a la posterior serie de televisión Battlestar Galactica anotado-McCreary. Durante la temporada de Halloween de 2006, había dos Johnny Vatos tributo a los espectáculos de Halloween, uno en Los Angeles y uno en el Condado de Orange, con Vatos, Bartek, Ávila, Phipps, y Legacy. "Johnny Vatos Dance Party Boingo" cantante CPO (Chris Paul general) aparece en el Vol "Johnny Vatos Boingo Dance Party" 1. CD vendido en las ferias y lanzado a través de iTunes.
A principios de 2007, Danny Elfman dijo que no podría haber una reunión, ya que tiene una pérdida auditiva irreversible y que tocando en vivo se agravaría. También dijo que algunos otros miembros de la banda también pueden estar sufriendo de la enfermedad. Como un pequeño homenaje a la banda, Blizzard Entertainment incluyó referencias de caracteres a algunos miembros de la banda en la zona de salida de caracteres no-muertos "Los Renegados" en el inmensamente popular juego World of Warcraft (como Daniel Ulfman, Karrel Grayves, Stephen Bhartec y Samuel Fipps). En 2012, algunos miembros de la banda, incluyendo Johnny Vatos, anunciaron que presentarían un programa de baile, no una reunión, pero con un nombre diferente, "Vatos Dance Party Boingo Johnny" en Redondo Beach, California el 4 de mayo de 2012. En el videojuego de Garry Mod, la canción Little Girls se utiliza en el modo de juego de escape PedoBear. La canción también se conoce comúnmente como "la canción de Pedo BearW, debido a sus letras. En Halloween de 2015, Danny Elfman, junto con las otras voces originales de la película "Pesadilla antes de Navidad" (incluyendo a Cathrine O'Hara), hizo una presentación en el Hollywood Bowl cantando todas las canciones de la película mientras que desempeñó en su totalidad con una orquesta completa. El evento culminó con Danny Elfman y Steve Bartek tocando "Dead Man's Party" por primera vez en 20 años. En 2016, Johnny 'Vatos' Hernández sigue de gira con su banda Johnny Vatos Dance Party Boingo.

## Integrantes

### Exintegrantes
- Danny Elfman - vocal, guitarra, sitar, percusión, trombón, violín, programación (1974 - 1995)
- Steve Bartek - vocal de apoyo, guitarra, acordeón, percusión (1976 - 1995)
- Johnny Hernández "Vatos" - batería, percusión (1978 - 1995)
- John Avila - vocal de apoyo, bajo, bajo sintetizador, acordeón, percusión (1984 - 1995)
- Richard Elfman - percusión (1972 - 1976)
- Leon Schneiderman - vocal de apoyo, saxofón bartitono y alto, percusión (1972 - 1995)
- Dale Turner - vocal de apoyo, trompeta, trombón, percusión, guitarra (1972 - 1995)
- Sam Phipps "Sluggo" - vocal de apoyo, saxofón tenor y soprano, clarinete, percusión, flauta (1973 - 1995)
- Kerry Hatch - vocal de apoyo, bajo, bajo sintetizador, percusión (1979 - 1984)
- Richard Gibbs - vocal de apoyo, teclados, sintetizador, trombón, percusión (1980 - 1983)
- Michael Bacich - vocal de apoyo, teclados (1984 - 1987)
- Carl Graves - vocal de apoyo, teclados, sintetizador, percusión electrónico (1988 - 1991)
- Warren Fitzgerald - guitarra (1994 - 1995)
- Doug Lacy - percusión, trombón, acordeón (1994 - 1995)
- Marc Mann - teclados, sampler (1994 - 1995)
- Joe Berland - teclados (? - ?)
- Katurah Clarke - teclados - (1994 - 1995)
- David Eagle - batería (1980 - 1981)
- Bruce Fowler - trombón (1983 - 1995)
- Paul Fox - sintetizador (1984)
- William Winant - percusión (1991 - 1992)
- Billy Superball - trompeta, bajo, contrabajo (1972 - 1975, 1976 - 1978)
- Stan Ayeroff - guitarra de jazz (1972 - 1975)
- Marie-Pascale Elfman - vocal (1972 - ?)
- Gene Cunningham - ? (1972 - ?)
- Jon Gold - guitarra, multi-instrumentista (1973 - 1976)
- Josh Gordon - trompeta, sousafón, banjar, guitarra (1973 - 1975)
- Brad Kay - teclados (1974 - 1977)
- Miriam Cutler - vocal, clarinete (1976 - 1979)
- Timm Boatman - batería, percusión (1976 - 1978)
- Matthew Bright - ? (? - ?)
- Jan Munroe - ? (? - ?)
- Ernie Fosselius - instrumentos de viento ? (? - ?)
- Todd Manley - percusión (? - ?)
- Lori Mann - acordeón (? - ?)
- Musti Faun - ? (? - ?)
- Gisele Lindley - ? (? - ?)

### Línea de tiempo
Mientras la mayoría de los miembros tocó una variedad de instrumentos y voces, esta línea de tiempo representa un servicio de miembro listado bajo su instrumento principal.

## Discografía

### Álbumes de estudio
- 1981: "Only a Lad"
- 1982: "Nothing to Fear"
- 1983: "Good for Your Soul"
- 1984: "So-Lo"
- 1985: "Dead Man's Party"
- 1987: "Boi-ngo"
- 1990: "Dark at the End of the Tunnel"
- 1994: "Boingo"

### EPs
- 1979: "Demo EP"
- 1980: "Oingo Boingo"

### Recopilaciones
- 1988: "Boingo Alive"
- 1989: "The Best of Oingo Boingo: Skeletons in the Closet"
- 1990: "Stay"
- 1991: "Best O' Boingo"
- 1996: "Farewell: Live from the Universal Amphitheatre, Halloween 1995"
- 1999: "Anthology"
- 2002: "The Best of Oingo Boingo: 20th Century Masters: The Millennium Collection"
- 2005: "Dead Bands Party: A Tribute to Oingo Boingo" (Zebrahead, Rx Bandits, Clear Static, Let Go, The Matches, The Rocky Raccoons, Reel Big Fish, Hellogoodbye, Plain White T's, Siatrwell, Surburban Legends, Over It, The Aquabats, Jessica Burgan, Finch)
- 2006: "Drink to Bones That Turn to Dust"